# Тедроу (Огайо)
Тедроу (англ. Tedrow) — переписна місцевість (CDP) в США, в окрузі Фултон штату Огайо. Населення — 168 осіб (2020).

## Географія
Тедроу розташований за координатами 41°36′10″ пн. ш. 84°12′15″ зх. д. / 41.60278° пн. ш. 84.20417° зх. д. (41.602912, -84.204273).  За даними Бюро перепису населення США в 2010 році переписна місцевість мала площу 0,83 км², уся площа — суходіл.

## Демографія
Згідно з переписом 2010 року, у переписній місцевості мешкали 173 особи в 69 домогосподарствах у складі 48 родин. Густота населення становила 208 осіб/км².  Було 73 помешкання (88/км²).
Расовий склад населення:
| - 92,5 % — білих - 7,5 % — осіб інших рас |

До двох чи більше рас належало 0,0 %. Частка іспаномовних становила 30,6 % від усіх жителів.
За віковим діапазоном населення розподілялося таким чином: 22,0 % — особи молодші 18 років, 58,3 % — особи у віці 18—64 років, 19,7 % — особи у віці 65 років та старші. Медіана віку мешканця становила 44,4 року. На 100 осіб жіночої статі у переписній місцевості припадало 111,0 чоловіків;  на 100 жінок у віці від 18 років та старших — 101,5 чоловіків також старших 18 років.
Середній дохід на одне домашнє господарство  становив 58 486 доларів США (медіана — 38 333), а середній дохід на одну сім'ю — 64 125 доларів (медіана — 53 750). За межею бідності перебувало 28,6 % осіб, у тому числі 63,2 % дітей у віці до 18 років та 16,0 % осіб у віці 65 років та старших.
Цивільне працевлаштоване населення становило 101 осіб. Основні галузі зайнятості: виробництво — 64,4 %, освіта, охорона здоров'я та соціальна допомога — 16,8 %, публічна адміністрація — 5,9 %, мистецтво, розваги та відпочинок — 5,0 %.